# Jaak Panksepp
Jaak Panksepp (Tartu, Estònia, 5 de juny de 1943 - Bowling Green (Ohio), 17 d'abril de 2017) fou un psicòleg, psicobiòleg i neurocientífic estatunidenc d'origen estonià.

Ocupava la càtedra Baily per a la ciència del benestar animal del departament de Veterinària i anatomia comparada, farmacologia i fisiologia a la facultat de Medicina veterinària de la Universitat Estatal de Washington. A més va ser professor emèrit del departament de Psicologia a la Bowling Green State University.

## Primers anys de vida i educació
Panksepp va néixer a Estònia el 5 de juny de 1943. La seva família es traslladà als Estats Units quan ell era molt petit, fugint dels estralls que seguiren a l'ocupació russa després de la Segona Guerra Mundial. Inicialment estudià a la Universitat de Pittsburgh a partir de 1964, i després va fer un doctorat (Ph.D.) a la Universitat de Massachusetts.

## Recerca
Panksepp va dirigir molts experiments; en un experiment amb rates va descobrir que aquests rosegadors mostren senyals de sentir por quan se'ls posa un pèl de gat a prop, encara que mai haguessin estat a prop d'aquests animals. Panksepp va teoritzar a partir d'aquest experiment que és possible que les investigacions de laboratori portades a terme amb rates poguessin estar normalment esbiaixades pel fet que alguns investigadors que tenien gats a casa seva podien tenir pèl de gat enganxat a la roba. Va intentar replicar l'experiment utilitzant pèl de gos, però les rates no van mostrar cap senyal de por (Gardin i Johnson, 2005).
Al documental Perquè els gossos somriuen i els ximpanzés  criden (1999), comenta sobre la investigació de l'alegria en rates: les rates a les que feia pessigolles produïen un so agut, suposadament identificat amb el riure.
Panksepp és també conegut per publicar un article el 1979 suggerint que els pèptids opioides podrien tenir un paper en l'etiología de l'autisme, segons això va proposar que el autisme podria ser «una pertorbació emocional sorgida dvun trastorn al sistema d'opiodes cerebral» (Panksepp, 1979).
Al seu llibre Neurociència afectiva (Affective Neuroscience), Panksepp va descriure com es pot assolir conceptualment un aprenentatge eficient mitjançant la generació d'estats neuroemocionals experimentats subjectivament que proveeixen codis internalitzats simples de valor biològic que corresponen a prioritats vitals majors.
La zoòloga i etòloga Temple Grandin utilitza l'obra de Panksepp per a descriure com un coneixement dels sistemes emocionals primaris (CERCA, IRA, POR, DESIG SEXUAL, PANIC/TRISTESA, CURA, JOC), així com els mecanismes que els activen, poden contribuir a millorar la cura humana del bestiar i el benestar de les mascotes.

## Mort
Panksepp morí de càncer el 17 d'abril de 2017 a la seva casa a Bowling Green (Ohio) als 73 anys.

## Publicacions
- Panksepp, J., Biven, L. 2012. The Archaeology of Mind: Neuroevolutionary Origins of Human Emotion. New York: W. W. Norton & Company. W W Norton page
- Panksepp J (ed.) 2004. A Textbook of Biological Psychiatry, New York, Wiley
- Panksepp, J. 1998. Affective Neuroscience: The Foundations of Human and Animal Emotions. New York: Oxford University Press.
- Panksepp, J (ed.) 1996. Advances in Biological Psychiatry, Vol. 2, Greenwich, CT: JAI Press.
- Panksepp, J (ed.) 1995. Advances in Biological Psychiatry, Vol. 1, Greenwich, CT: JAI Press.
- Clynes, M. Panksepp, J. (eds.) 1988. Emotions and Psychopathology, New York, Plenum Press.
- Morgane, J. P., Panksepp, J. (eds.) 1981. Handbook of the Hypothalamus: Vol. 4 : Part B. Behavioral Studies of the Hypothalamus. New York: Marcel Dekker, Inc.
- Morgane, J. P., Panksepp, J. (eds.) 1980. Handbook of the Hypothalamus: Vol. 3 : Part A. Behavioral Studies of the Hypothalamus. New York: Marcel Dekker, Inc.
- Morgane, J. P., Panksepp, J. (eds.) 1980. Handbook of the Hypothalamus: Vol. 2 : Physiology of the Hypothalamus. New York: Marcel Dekker, Inc.
- Morgane, J. P., and Panksepp, J. (eds.) 1979. Handbook of the Hypothalamus: Vol. 1 : Anatomy of the Hypothalamus. New York: Marcel Dekker, Inc.